# Garra barreimiae
Garra barreimiae és una espècie de peix cipriniforme de la família dels ciprínids.

## Subespècies
- Garra barreimiae barreimiae (Fowler & Steinitz, 1956)
- Garra barreimiae shawkahensis (Banister & Clarke, 1977)[1]